# Tetrapterys
Tetrapterys là một chi thực vật có hoa trong họ Malpighiaceae.

## Hình ảnh

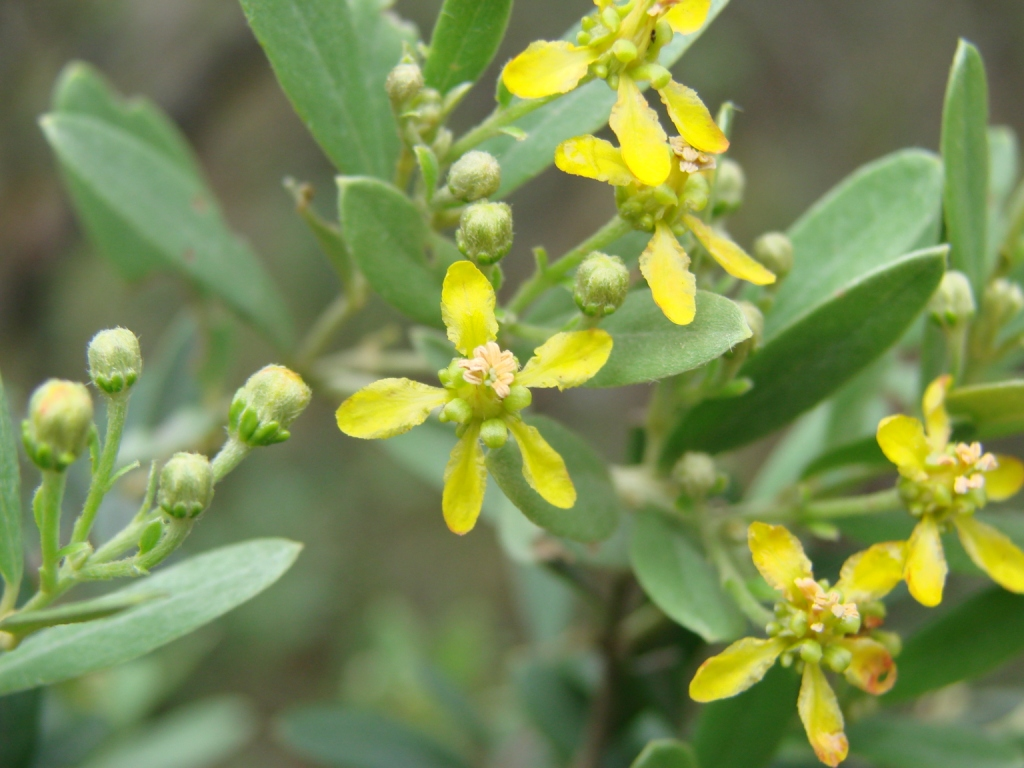
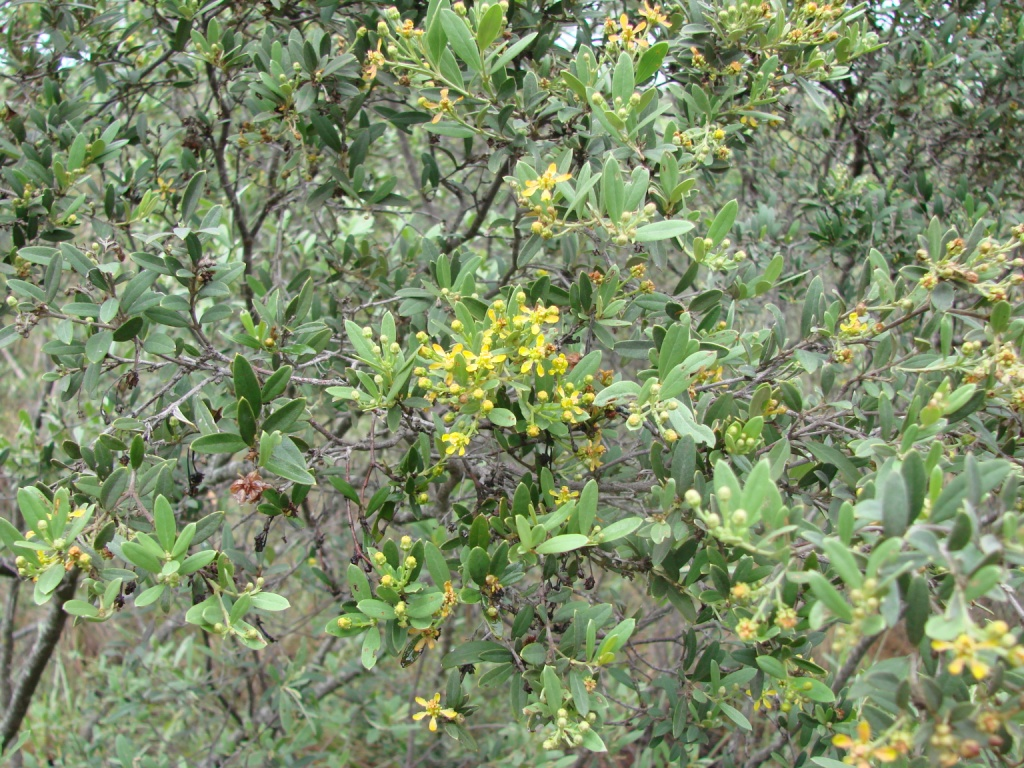

## Loài
Chi Tetrapterys gồm các loài:
- Tetrapterys acapulcensis
- Tetrapterys ambigua
- Tetrapterys aristeguietae
- Tetrapterys chloroptera
- Tetrapterys complicata
- Tetrapterys cordifolia
- Tetrapterys crispa
- Tetrapterys crotonifolia
- Tetrapterys diptera
- Tetrapterys discolor
- Tetrapterys fimbripetala
- Tetrapterys goudotiana
- Tetrapterys gracilis
- Tetrapterys hassleriana
- Tetrapterys heterophylla
- Tetrapterys hirsutula
- Tetrapterys jamesonii
- Tetrapterys jussieuana
- Tetrapterys magnifolia
- Tetrapterys maranhamensis
- Tetrapterys mexicana
- Tetrapterys mollis
- Tetrapterys mortonii
- Tetrapterys mucronata
- Tetrapterys nelsonii
- Tetrapterys nitida
- Tetrapterys oleifolia
- Tetrapterys phlomoides
- Tetrapterys pusilla
- Tetrapterys rhodoptera
- Tetrapterys rhodopteron
- Tetrapterys schiedeana
- Tetrapterys seemannii
- Tetrapterys seleriana
- Tetrapterys stipulacea
- Tetrapterys styloptera
- Tetrapterys subaptera
- Tetrapterys tinifolia
- Tetrapterys tysonii
- Tetrapterys vacciniifolia
- Tetrapterys xylosteifolia